# Isabel Tudor (1492-1495)
Isabel Tudor (en inglés, Elizabeth Tudor; Palacio de Sheen, 2 de julio de 1492-Palacio de Eltham, 14 de septiembre de 1495) fue una princesa inglesa, segunda hija —cuarta sumando a los varones— de Enrique VII de Inglaterra y de Isabel de York.

## Biografía
Isabel nació el 2 de julio de 1492 en el palacio de Sheen en Surrey (más tarde reconstruido por su padre como palacio de Richmond, cuyos restos se sitúan en Richmond-Upon-Thames, Londres). Recibió su nombre en honor a su abuela, Isabel Woodville, que había fallecido unos días antes. Fue bautizada en la capilla del palacio en una ceremonia de gran lujo. Su nodriza era una mujer casada de Hayes, llamada Cecily Burbage; recibía un salario de cien chelines, y cada una de sus mecedoras, sesenta y seis chelines y ocho peniques.
Al poco de nacer fue trasladada al palacio de Eltham —cercano al palacio de Placentia, en Greenwich—, donde vivían sus hermanos mayores Margarita (más tarde reina de Escocia) y Enrique (el futuro Enrique VIII de Inglaterra). Allí pasó gran parte de su vida.
Se estaba negociando su matrimonio con el príncipe francés, Francisco, más tarde Francisco I, cuando falleció. Murió en el Palacio de Eltham el 14 de septiembre de 1495 a la edad de tres años y dos meses. Aunque a veces se cita como causa de muerte la «atrofia», una enfermedad larga y debilitante, esto solo se basa en la mención a la moira Átropos en la inscripción de su tumba; probablemente falleció por una enfermedad de la infancia o un accidente, en realidad, dado lo repentino del suceso.

## Tratamiento póstumo
Fue enterrada el 27 de septiembre en la abadía de Westminster, en la capilla de san Eduardo el Confesor, en una ceremonia organizada por el cardenal John Morton, lord canciller; John Dynham, lord tesorero, y Giles Daubeney. Sus padres se gastaron en la ceremonia 1000 marcos y 318 libras, 9 chelines y 7 peniques. Se le erigió una pequeña tumba de mármol negro y gris al pie del monumento de Enrique III con una efigie de cobre dorado, hoy perdida, sobre la losa. Cerca, están los enterramientos de sus hermanos Edmundo Tudor (f. 1500) y Catalina Tudor (f. 1503).
La inscripción de su tumba, ya borrada en el siglo xviii, se podía traducir desde el latín como:

Isabel, segunda hija de Enrique el Séptimo, Rey de Inglaterra, Francia e Irlanda, y de la serenísima dama la reina Isabel, su consorte, que nació el segundo día del mes de julio del año de Nuestro Señor 1492, y murió el 14 día del mes de septiembre en el año de nuestro señor de 1495, sobre cuya alma Dios tenga misericordia. Amén.

También en latín, la placa a los pies del enterramiento decía:

En adelante, la muerte tiene una descendencia real a saber en esta tumba, la joven y noble Isabel, hija de ese ilustre príncipe, Enrique el Séptimo, quien sacudió el cetro de dos reinos, Átropos, la mensajera más severa de la muerte, la arrebató, pero que tenga vida eterna en el cielo.